# Адеркас, Фридрих Вильгельм Карл
Фридрих Вильгельм Карл фон Адеркас (нем. Friedrich Wilhelm Karl von Aderkas; 19 (30) июня 1767, Бреслау — 16 (28) марта 1843, Хернхут) — военный специалист, профессор Дерптского университета.

## Биография
Представитель дворянского рода Адеркас. Родился 19 (30) июня 1767 года в прусском городе Бреслау (ныне польский Вроцлав). Первоначальное образование получил в Domschule в Магдебурге, затем в Гальберштадте
В 1782 году поступил на прусскую военную службу, в Магдебургский пехотный полк. В 1798 году был произведён в штабс-капитаны и назначен профессором кадетского корпуса в Берлине. С 1802 по 1804 год состоял редактором издания «Denkwürdigkeiten der militärischen Gesellschaft zu Berlin». В 1804 году перешёл на службу к герцогу брауншвейгскому — директором Пажеского корпуса в Брауншвейге. Когда в конце 1806 года герцогство Брауншвейг перешло к французам, он переселился в Вернигероде, где жил до 1810 года.
В 1810 году он снова перешёл на прусскую службу с чином майора. В 1813 году состоял адъютантом генерала фон Заница, с 1814 года занимался организацией ополчения и в 1816 году вышел в отставку. В июне 1819 года был избран экстраординарным профессором военных наук Дерптского университета и вскоре утверждён ординарным профессором. В 1829 году был избран деканом 2-го и 4-го отделений философского факультета. Когда 13 июля 1830 года кафедра военных наук была упразднена, Адеркас переехал в Дрезден. Скончался в Хернхуте 16 (28) марта 1843 года.